# Ten New Songs
Ten New Songs – dziesiąty album studyjny Leonarda Cohena, wydany w 2001. Powstał we współpracy z Sharon Robinson. Ona zagrała na wszystkich instrumentach, z wyjątkiem gitary Boba Metzgera w piosence „In My Secret Life”.
Ten New Songs był pierwszym albumem Cohena nagranym i wyprodukowanym cyfrowo i to nie w profesjonalnym studiu nagraniowym, ale w domowym studiu Leonarda Cohena i Sharon Robinson w Los Angeles.
W Polsce nagrania dotarły do 1. miejsca OLiS i osiągnęły status platynowej płyty.

## Lista utworów
1. „In My Secret Life” – 4:55
2. „A Thousand Kisses Deep” – 6:30
3. „That Don't Make It Junk” – 4:27
4. „Here It Is” – 4:19
5. „Love Itself” – 5:26
6. „By the Rivers Dark” – 5:20
7. „Alexandra Leaving” – 5:27
8. „You Have Loved Enough” – 5:42
9. „Boogie Street” – 6:05
10. „The Land of Plenty” – 4:36